# Honda Indy 200 2022
De Honda Indy 200 2022 was de negende ronde van de IndyCar Series 2022. De race werd op 3 juli 2022 verreden in Lexington, Ohio op de Mid-Ohio Sports Car Course. De race bestond uit 80 ronden en werd gewonnen door Scott McLaughlin.

## Inschrijvingen
W = eerdere winnaar
R = rookie
| No.   | Coureur               | Team                                    | Motor     |
| ----- | --------------------- | --------------------------------------- | --------- |
| 2     | Josef Newgarden W     | Team Penske                             | Chevrolet |
| 3     | Scott McLaughlin      | Team Penske                             | Chevrolet |
| 4     | Dalton Kellett        | A. J. Foyt Enterprises                  | Chevrolet |
| 5     | Patricio O'Ward       | Arrow McLaren SP                        | Chevrolet |
| 06    | Hélio Castroneves W   | Meyer Shank Racing                      | Honda     |
| 7     | Felix Rosenqvist      | Arrow McLaren SP                        | Chevrolet |
| 8     | Marcus Ericsson       | Chip Ganassi Racing                     | Honda     |
| 9     | Scott Dixon W         | Chip Ganassi Racing                     | Honda     |
| 10    | Álex Palou            | Chip Ganassi Racing                     | Honda     |
| 11    | Tatiana Calderón R    | A. J. Foyt Enterprises                  | Chevrolet |
| 12    | Will Power W          | Team Penske                             | Chevrolet |
| 14    | Kyle Kirkwood R       | A. J. Foyt Enterprises                  | Chevrolet |
| 15    | Graham Rahal W        | Rahal Letterman Lanigan Racing          | Honda     |
| 16    | Simona De Silvestro   | Paretta Autosport                       | Chevrolet |
| 18    | David Malukas R       | Dale Coyne Racing with HMD Motorsports  | Honda     |
| 20    | Conor Daly            | Ed Carpenter Racing                     | Chevrolet |
| 21    | Rinus VeeKay          | Ed Carpenter Racing                     | Chevrolet |
| 26    | Colton Herta W        | Andretti Autosport                      | Honda     |
| 27    | Alexander Rossi W     | Andretti Autosport                      | Honda     |
| 28    | Romain Grosjean       | Andretti Autosport                      | Honda     |
| 29    | Devlin DeFrancesco R  | Andretti Steinbrenner Autosport         | Honda     |
| 30    | Christian Lundgaard R | Rahal Letterman Lanigan Racing          | Honda     |
| 45    | Jack Harvey           | Rahal Letterman Lanigan Racing          | Honda     |
| 48    | Jimmie Johnson        | Chip Ganassi Racing                     | Honda     |
| 51    | Takuma Sato           | Dale Coyne Racing with Rick Ware Racing | Honda     |
| 60    | Simon Pagenaud W      | Meyer Shank Racing                      | Honda     |
| 77    | Callum Ilott R        | Juncos Hollinger Racing                 | Chevrolet |
| Bron: |                       |                                         |           |

## Classificatie

### Trainingen

#### Training 1
| Pos.  | No. | Coureur           | Team                | Motor     | Tijd       |
| ----- | --- | ----------------- | ------------------- | --------- | ---------- |
| 1     | 2   | Josef Newgarden W | Team Penske         | Chevrolet | 01:07.0549 |
| 2     | 10  | Álex Palou        | Chip Ganassi Racing | Honda     | 01:07.2610 |
| 3     | 7   | Felix Rosenqvist  | Arrow McLaren SP    | Chevrolet | 01:07.3171 |
| Bron: |     |                   |                     |           |            |

#### Training 2
| Pos.  | No. | Coureur           | Team               | Motor     | Tijd       |
| ----- | --- | ----------------- | ------------------ | --------- | ---------- |
| 1     | 26  | Colton Herta W    | Andretti Autosport | Honda     | 01:07.0275 |
| 2     | 12  | Will Power W      | Team Penske        | Chevrolet | 01:07.0309 |
| 3     | 2   | Josef Newgarden W | Team Penske        | Chevrolet | 01:07.0614 |
| Bron: |     |                   |                    |           |            |

### Kwalificatie
| Pos.  | No. | Coureur               | Team                                    | Motor     | Tijd       | Tijd       | Tijd       | Tijd       | Grid |
| Pos.  | No. | Coureur               | Team                                    | Motor     | Ronde 1    | Ronde 1    | Ronde 2    | Ronde 3    | Grid |
| Pos.  | No. | Coureur               | Team                                    | Motor     | Groep 1    | Groep 2    | Ronde 2    | Ronde 3    | Grid |
| ----- | --- | --------------------- | --------------------------------------- | --------- | ---------- | ---------- | ---------- | ---------- | ---- |
| 1     | 5   | Patricio O'Ward       | Arrow McLaren SP                        | Chevrolet | N/A        | 01:06.7616 | 01:06.7504 | 01:06.7054 | 1    |
| 2     | 3   | Scott McLaughlin      | Team Penske                             | Chevrolet | 01:06.5897 | N/A        | 01:06.5341 | 01:06.8382 | 2    |
| 3     | 26  | Colton Herta W        | Andretti Autosport with Curb-Agajanian  | Honda     | N/A        | 01:07.0058 | 01:06.7953 | 01:07.0262 | 3    |
| 4     | 7   | Felix Rosenqvist      | Arrow McLaren SP                        | Chevrolet | N/A        | 01:06.5379 | 01:06.5438 | 01:07.2163 | 4    |
| 5     | 9   | Scott Dixon W         | Chip Ganassi Racing                     | Honda     | N/A        | 01:07.0347 | 01:06.7946 | 01:07.4047 | 5    |
| 6     | 60  | Simon Pagenaud W      | Meyer Shank Racing                      | Honda     | 01:06.9474 | N/A        | 01:06.7955 | 01:07.4199 | 6    |
| 7     | 10  | Álex Palou            | Chip Ganassi Racing                     | Honda     | N/A        | 01:07.1155 | 01:06.7965 | N/A        | 7    |
| 8     | 18  | David Malukas R       | Dale Coyne Racing with HMD Motorsports  | Honda     | 01:06.9932 | N/A        | 01:06.8201 | N/A        | 8    |
| 9     | 14  | Kyle Kirkwood R       | A. J. Foyt Enterprises                  | Chevrolet | N/A        | 01:07.2377 | 01:06.9506 | N/A        | 9    |
| 10    | 77  | Callum Ilott R        | Juncos Hollinger Racing                 | Chevrolet | 01:06.9627 | N/A        | 01:06.9534 | N/A        | 10   |
| 11    | 21  | Rinus VeeKay          | Ed Carpenter Racing                     | Chevrolet | 01:06.8191 | N/A        | 01:06.9843 | N/A        | 11   |
| 12    | 27  | Alexander Rossi W     | Andretti Autosport                      | Honda     | 01:06.9501 | N/A        | 01:07.0155 | N/A        | 12   |
| 13    | 8   | Marcus Ericsson       | Chip Ganassi Racing                     | Honda     | 01:07.1475 | N/A        | N/A        | N/A        | 13   |
| 14    | 2   | Josef Newgarden W     | Team Penske                             | Chevrolet | N/A        | 01:07.3338 | N/A        | N/A        | 14   |
| 15    | 06  | Hélio Castroneves W   | Meyer Shank Racing                      | Honda     | 01:07.1798 | N/A        | N/A        | N/A        | 15   |
| 16    | 30  | Christian Lundgaard R | Rahal Letterman Lanigan Racing          | Honda     | N/A        | 01:07.4207 | N/A        | N/A        | 16   |
| 17    | 28  | Romain Grosjean       | Andretti Autosport                      | Honda     | 01:07.2573 | N/A        | N/A        | N/A        | 17   |
| 18    | 15  | Graham Rahal W        | Rahal Letterman Lanigan Racing          | Honda     | N/A        | 01:07.5909 | N/A        | N/A        | 18   |
| 19    | 51  | Takuma Sato           | Dale Coyne Racing with Rick Ware Racing | Honda     | 01:07.4645 | N/A        | N/A        | N/A        | 19   |
| 20    | 29  | Devlin DeFrancesco R  | Andretti Steinbrenner Autosport         | Honda     | N/A        | 01:07.6475 | N/A        | N/A        | 20   |
| 21    | 12  | Will Power W          | Team Penske                             | Chevrolet | 01:07.5559 | N/A        | N/A        | N/A        | 21   |
| 22    | 20  | Conor Daly            | Ed Carpenter Racing                     | Chevrolet | N/A        | 01:07.6745 | N/A        | N/A        | 22   |
| 23    | 4   | Dalton Kellett        | A. J. Foyt Enterprises                  | Chevrolet | 01:08.2444 | N/A        | N/A        | N/A        | 23   |
| 24    | 45  | Jack Harvey           | Rahal Letterman Lanigan Racing          | Honda     | N/A        | 01:07.9362 | N/A        | N/A        | 24   |
| 25    | 16  | Simona De Silvestro   | Paretta Autosport                       | Chevrolet | 01:08.4995 | N/A        | N/A        | N/A        | 25   |
| 26    | 11  | Tatiana Calderón R    | A. J. Foyt Enterprises                  | Chevrolet | N/A        | 01:08.4370 | N/A        | N/A        | 26   |
| 27    | 48  | Jimmie Johnson        | Chip Ganassi Racing                     | Honda     | N/A        | 01:08.5318 | N/A        | N/A        | 27   |
| Bron: |     |                       |                                         |           |            |            |            |            |      |

- Vetgedrukte tekst geeft de snelste tijd in de sessie aan.

### Warmup
| Pos.  | No. | Coureur         | Team                                   | Motor | Tijd       |
| ----- | --- | --------------- | -------------------------------------- | ----- | ---------- |
| 1     | 18  | David Malukas R | Dale Coyne Racing with HMD Motorsports | Honda | 01:07.7110 |
| 2     | 10  | Álex Palou      | Chip Ganassi Racing                    | Honda | 01:07.9649 |
| 3     | 8   | Marcus Ericsson | Chip Ganassi Racing                    | Honda | 01:07.9714 |
| Bron: |     |                 |                                        |       |            |

### Race
| Pos.                                                                    | No. | Coureur               | Team                                    | Motor     | Rondes | Tijd          | Pit stops | Grid | Geleide ronden | Pts. |
| ----------------------------------------------------------------------- | --- | --------------------- | --------------------------------------- | --------- | ------ | ------------- | --------- | ---- | -------------- | ---- |
| 1                                                                       | 3   | Scott McLaughlin      | Team Penske                             | Chevrolet | 80     | 01:46:43.3290 | 2         | 2    | 45             | 53   |
| 2                                                                       | 10  | Álex Palou            | Chip Ganassi Racing                     | Honda     | 80     | +0.5512       | 2         | 7    |                | 40   |
| 3                                                                       | 12  | Will Power W          | Team Penske                             | Chevrolet | 80     | +3.8415       | 3         | 21   |                | 35   |
| 4                                                                       | 21  | Rinus VeeKay          | Ed Carpenter Racing                     | Chevrolet | 80     | +11.3742      | 2         | 11   |                | 32   |
| 5                                                                       | 9   | Scott Dixon W         | Chip Ganassi Racing                     | Honda     | 80     | +12.3194      | 2         | 5    |                | 30   |
| 6                                                                       | 8   | Marcus Ericsson       | Chip Ganassi Racing                     | Honda     | 80     | +13.0700      | 2         | 13   |                | 28   |
| 7                                                                       | 2   | Josef Newgarden W     | Team Penske                             | Chevrolet | 80     | +13.7717      | 2         | 14   |                | 26   |
| 8                                                                       | 06  | Hélio Castroneves W   | Meyer Shank Racing                      | Honda     | 80     | +16.8590      | 2         | 15   |                | 24   |
| 9                                                                       | 18  | David Malukas R       | Dale Coyne Racing with HMD Motorsports  | Honda     | 80     | +19.0958      | 2         | 8    |                | 22   |
| 10                                                                      | 60  | Simon Pagenaud W      | Meyer Shank Racing                      | Honda     | 80     | +26.1914      | 2         | 6    |                | 20   |
| 11                                                                      | 30  | Christian Lundgaard R | Rahal Letterman Lanigan Racing          | Honda     | 80     | +27.0849      | 2         | 16   |                | 19   |
| 12                                                                      | 15  | Graham Rahal W        | Rahal Letterman Lanigan Racing          | Honda     | 80     | +28.9183      | 3         | 18   |                | 18   |
| 13                                                                      | 20  | Conor Daly            | Ed Carpenter Racing                     | Chevrolet | 80     | +29.4121      | 2         | 22   |                | 17   |
| 14                                                                      | 51  | Takuma Sato           | Dale Coyne Racing with Rick Ware Racing | Honda     | 80     | +29.7488      | 2         | 19   |                | 16   |
| 15                                                                      | 26  | Colton Herta W        | Andretti Autosport with Curb-Agajanian  | Honda     | 80     | +35.6803      | 2         | 3    | 7              | 16   |
| 16                                                                      | 48  | Jimmie Johnson        | Chip Ganassi Racing                     | Honda     | 80     | +36.6512      | 2         | 27   |                | 14   |
| 17                                                                      | 29  | Devlin DeFrancesco R  | Andretti Steinbrenner Autosport         | Honda     | 80     | +39.6556      | 2         | 20   |                | 13   |
| 18                                                                      | 16  | Simona De Silvestro   | Paretta Autosport                       | Chevrolet | 80     | +46.0278      | 3         | 25   |                | 12   |
| 19                                                                      | 27  | Alexander Rossi W     | Andretti Autosport                      | Honda     | 80     | +46.9341      | 4         | 12   |                | 11   |
| 20                                                                      | 45  | Jack Harvey           | Rahal Letterman Lanigan Racing          | Honda     | 80     | +1:05.0242    | 6         | 24   |                | 10   |
| 21                                                                      | 28  | Romain Grosjean       | Andretti Autosport                      | Honda     | 79     | +1 ronde      | 3         | 17   |                | 9    |
| 22                                                                      | 4   | Dalton Kellett        | A. J. Foyt Enterprises                  | Chevrolet | 78     | +2 rondes     | 3         | 23   |                | 8    |
| 23                                                                      | 77  | Callum Ilott R        | Juncos Hollinger Racing                 | Chevrolet | 57     | Mechanisch    | 2         | 10   |                | 7    |
| 24                                                                      | 5   | Patricio O'Ward       | Arrow McLaren SP                        | Chevrolet | 52     | Mechanisch    | 1         | 1    | 28             | 8    |
| 25                                                                      | 11  | Tatiana Calderón R    | A. J. Foyt Enterprises                  | Chevrolet | 51     | Mechanisch    | 1         | 26   |                | 5    |
| 26                                                                      | 14  | Kyle Kirkwood R       | A. J. Foyt Enterprises                  | Chevrolet | 28     | Contact       | 1         | 9    |                | 5    |
| 27                                                                      | 7   | Felix Rosenqvist      | Arrow McLaren SP                        | Chevrolet | 8      | Mechanisch    |           | 4    |                | 5    |
| Snelste ronde: Álex Palou (Chip Ganassi Racing) – 01:08.3376 (ronde 29) |     |                       |                                         |           |        |               |           |      |                |      |
| Bron:                                                                   |     |                       |                                         |           |        |               |           |      |                |      |

## Tussenstanden kampioenschap
| Pos. | Coureur         | Punten |
| ---- | --------------- | ------ |
| 1.   | Marcus Ericsson | 321    |
| 2.   | Will Power      | 301    |
| 3.   | Josef Newgarden | 287    |
| 4.   | Álex Palou      | 286    |
| 5.   | Patricio O'Ward | 256    |

| Pos. | Team      | Punten |
| 1.   | Chevrolet | 769    |
| 2.   | Honda     | 688    |